# Mutnefert
Mutnofret ("Mut es bella") fue una princesa que vivió durante la dinastía XVIII de Egipto, esposa secundaria de Tutmosis I y madre de Tutmosis II.
Sus títulos de Hija del Rey y Hermana del Rey indican la probabilidad de que haya sido una hija de Amosis I hermana de Amenofis I, aunque la Gran Esposa Real de  Tutmosis I no fue ella sino la reina Ahmose. Era la madre de Tutmosis II y tuvo otros hijos: Amenmose, Wadjmose y Ramose.
| # | G15 | nfr | f&r&t |

| # | G15 | nfr | f&r&t |

## Testimonios de su época
Está representada:
- en el templo de Deir el-Bahari construido por su nieto Tutmosis III,
- en una estela encontrada en el Ramesseum,
- en el coloso de su hijo,
- en una estatua encontrada en la capilla de Wadjmose que la representa, con una dedicatoria de Tutmosis II.[4] Esto sugiere que aún vivía durante el reinado de su hijo.[5]